# Kamiminochi-gun
Kamiminochi-gun (jap.: 上水内郡, wörtlich: „Landkreis Ober-Minochi“) ist ein Landkreis (gun) in der Präfektur Nagano auf der japanischen Hauptinsel Honshū. Er hat gegenwärtig eine Fläche von 282,65 km², 24.339 Einwohner und eine Bevölkerungsdichte von 86,1 Einwohner pro km². Ihm gehören drei Gemeinden an. Diese sind die Städte (machi) Iizuna und Shinano und das Dorf (mura) Ogawa.

## Geschichte
Kamiminochi-gun (wörtlich „Ober-Minochi-gun“) entstand am 14. Januar 1879 durch eine Teilung des alten Minochi-gun in Kamiminochi-gun und Shimominochi-gun („Unter-Minochi-gun“). Sitz der damals existierenden Kreisverwaltung war Nagano. Seit dem 1. April 1889 gehörten Kamiminochi-gun eine Stadt und 33 Dörfer an. Am 1. April 1897 wurde Nagano zur Großstadt (shi) und damit aus Kamiminochi-gun ausgegliedert. Am 1. April 1914 wurde das Dorf Yoshida zur Stadt. Die letzte Gebietsreform vor dem Zweiten Weltkrieg fand am 1. Juli 1923 statt, als Yoshida zusammen mit drei Dörfern in Nagano eingegliedert wurde. Von 1923 bis 1954 gehörten insgesamt 29 Dörfer zu Kamiminochi-gun.
Wie in allen Landkreisen verringerte sich auch in Kamiminochi-gun die Zahl der Gemeinden in den 50er Jahren erheblich. 1960 gehörten Kamiminochi-gun nur noch drei Städte und sieben Dörfer an. Weitere kommunale Zusammenlegungen fanden 1966, 2005 und am 1. Januar 2010 statt.